# Anja Neupert
Anja Neupert (* 10. Oktober 1978 in Berlin) ist eine ehemalige deutsche Leichtathletin, die auf den 400-Meter-Hürdenlauf spezialisiert war.
Sie startete seit 1997 für die LG Nike Berlin. Mit der Berliner 4-mal-400-Meter-Staffel wurde Neupert von 2003 bis 2006 viermal in Folge Deutsche Meisterin. In der Halle gelang 2004 mit der 4-mal-200-Meter-Staffel der Titelgewinn. In ihrer Einzeldisziplin, den 400 Meter Hürden, wurde sie 2004 in Braunschweig Deutsche Meisterin.
International gewann Neupert bei der Universiade 2003 mit der deutschen 4-mal-400-Meter-Staffel die Bronzemedaille. Über die Hürden hatte sie im Finale in Führung gelegen, blieb dann jedoch an der zehnten Hürde hängen und schied aus. 2004 wurde sie beim Europacup Vierte und stellte in Madrid in 55,48 s ihre persönliche Bestzeit auf. Bei den Weltmeisterschaften 2005 war sie Ersatzläuferin der deutschen Staffel. 2007 beendete Neupert ihre Karriere.